# شاوغوان
شاوغوان (بالصينية: 韶关市) هي مدينة من مدن الصين. يبلغ عدد سكانها 2826246 نسمة وذلك حسب إحصائيات سنة 2010. يبلغ ارتفاع المدينة عن سطح البحر قرابة 59 متر. تبلغ مساحتها 18645 كم².

## المناخ
يظهر الجدول التالي التغييرات المناخية على مدار السنة لشاوغوان:
| البيانات المناخية لـشاوغوان                                                                  | البيانات المناخية لـشاوغوان | البيانات المناخية لـشاوغوان | البيانات المناخية لـشاوغوان | البيانات المناخية لـشاوغوان | البيانات المناخية لـشاوغوان | البيانات المناخية لـشاوغوان | البيانات المناخية لـشاوغوان | البيانات المناخية لـشاوغوان | البيانات المناخية لـشاوغوان | البيانات المناخية لـشاوغوان | البيانات المناخية لـشاوغوان | البيانات المناخية لـشاوغوان | البيانات المناخية لـشاوغوان |
| الشهر                                                                                        | يناير                       | فبراير                      | مارس                        | أبريل                       | مايو                        | يونيو                       | يوليو                       | أغسطس                       | سبتمبر                      | أكتوبر                      | نوفمبر                      | ديسمبر                      | المعدل السنوي               |
| -------------------------------------------------------------------------------------------- | --------------------------- | --------------------------- | --------------------------- | --------------------------- | --------------------------- | --------------------------- | --------------------------- | --------------------------- | --------------------------- | --------------------------- | --------------------------- | --------------------------- | --------------------------- |
| الدرجة القصوى °م (°ف)                                                                        | 26.7 (80.1)                 | 30.5 (86.9)                 | 32.6 (90.7)                 | 33.7 (92.7)                 | 35.9 (96.6)                 | 38.5 (101.3)                | 40.4 (104.7)                | 40.3 (104.5)                | 38.3 (100.9)                | 36.6 (97.9)                 | 34.0 (93.2)                 | 28.5 (83.3)                 | 40.4 (104.7)                |
| متوسط درجة الحرارة الكبرى °م (°ف)                                                            | 15.1 (59.2)                 | 16.4 (61.5)                 | 19.2 (66.6)                 | 24.6 (76.3)                 | 28.9 (84.0)                 | 31.6 (88.9)                 | 34.0 (93.2)                 | 33.9 (93.0)                 | 31.5 (88.7)                 | 28.0 (82.4)                 | 22.7 (72.9)                 | 17.8 (64.0)                 | 25.3 (77.6)                 |
| المتوسط اليومي °م (°ف)                                                                       | 10.3 (50.5)                 | 12.3 (54.1)                 | 15.3 (59.5)                 | 20.7 (69.3)                 | 24.6 (76.3)                 | 27.3 (81.1)                 | 29.0 (84.2)                 | 28.7 (83.7)                 | 26.4 (79.5)                 | 22.5 (72.5)                 | 17.0 (62.6)                 | 11.9 (53.4)                 | 20.5 (68.9)                 |
| متوسط درجة الحرارة الصغرى °م (°ف)                                                            | 7.2 (45.0)                  | 9.4 (48.9)                  | 12.5 (54.5)                 | 17.8 (64.0)                 | 21.5 (70.7)                 | 24.4 (75.9)                 | 25.6 (78.1)                 | 25.2 (77.4)                 | 22.9 (73.2)                 | 18.5 (65.3)                 | 13.0 (55.4)                 | 7.9 (46.2)                  | 17.2 (62.9)                 |
| أدنى درجة حرارة °م (°ف)                                                                      | −2.5 (27.5)                 | 0.1 (32.2)                  | 0.9 (33.6)                  | 6.2 (43.2)                  | 12.7 (54.9)                 | 16.6 (61.9)                 | 21.3 (70.3)                 | 20.8 (69.4)                 | 15.1 (59.2)                 | 6.3 (43.3)                  | 2.5 (36.5)                  | −4.3 (24.3)                 | −4.3 (24.3)                 |
| الهطول مم (إنش)                                                                              | 69.3 (2.73)                 | 106.0 (4.17)                | 177.9 (7.00)                | 221.1 (8.70)                | 248.9 (9.80)                | 249.6 (9.83)                | 159.4 (6.28)                | 129.1 (5.08)                | 100.8 (3.97)                | 43.8 (1.72)                 | 51.9 (2.04)                 | 41.7 (1.64)                 | 1٬599٫5 (62.96)             |
| متوسط الأيام الممطرة (≥ 0.1 mm)                                                              | 11.4                        | 14.8                        | 19.1                        | 18.8                        | 19.3                        | 17.1                        | 13.6                        | 14.7                        | 10.1                        | 7.8                         | 6.9                         | 6.8                         | 160.4                       |
| متوسط الرطوبة النسبية (%)                                                                    | 75                          | 79                          | 82                          | 82                          | 80                          | 80                          | 75                          | 77                          | 76                          | 71                          | 72                          | 72                          | 77                          |
| ساعات سطوع الشمس الشهرية                                                                     | 89.7                        | 67.5                        | 57.6                        | 75.5                        | 113.9                       | 150.5                       | 226.6                       | 206.7                       | 177.6                       | 164.0                       | 147.0                       | 140.8                       | 1٬617٫4                     |
| نسبة وصول أشعة الشمس                                                                         | 27                          | 21                          | 16                          | 20                          | 28                          | 37                          | 54                          | 51                          | 48                          | 46                          | 45                          | 43                          | 36                          |
| المصدر #1: China Meteorological Data Service Center                                          |                             |                             |                             |                             |                             |                             |                             |                             |                             |                             |                             |                             |                             |
| المصدر #2: China Meteorological Administration(precipitation days, sunshine hours 1971-2000) |                             |                             |                             |                             |                             |                             |                             |                             |                             |                             |                             |                             |                             |

## معرض صور

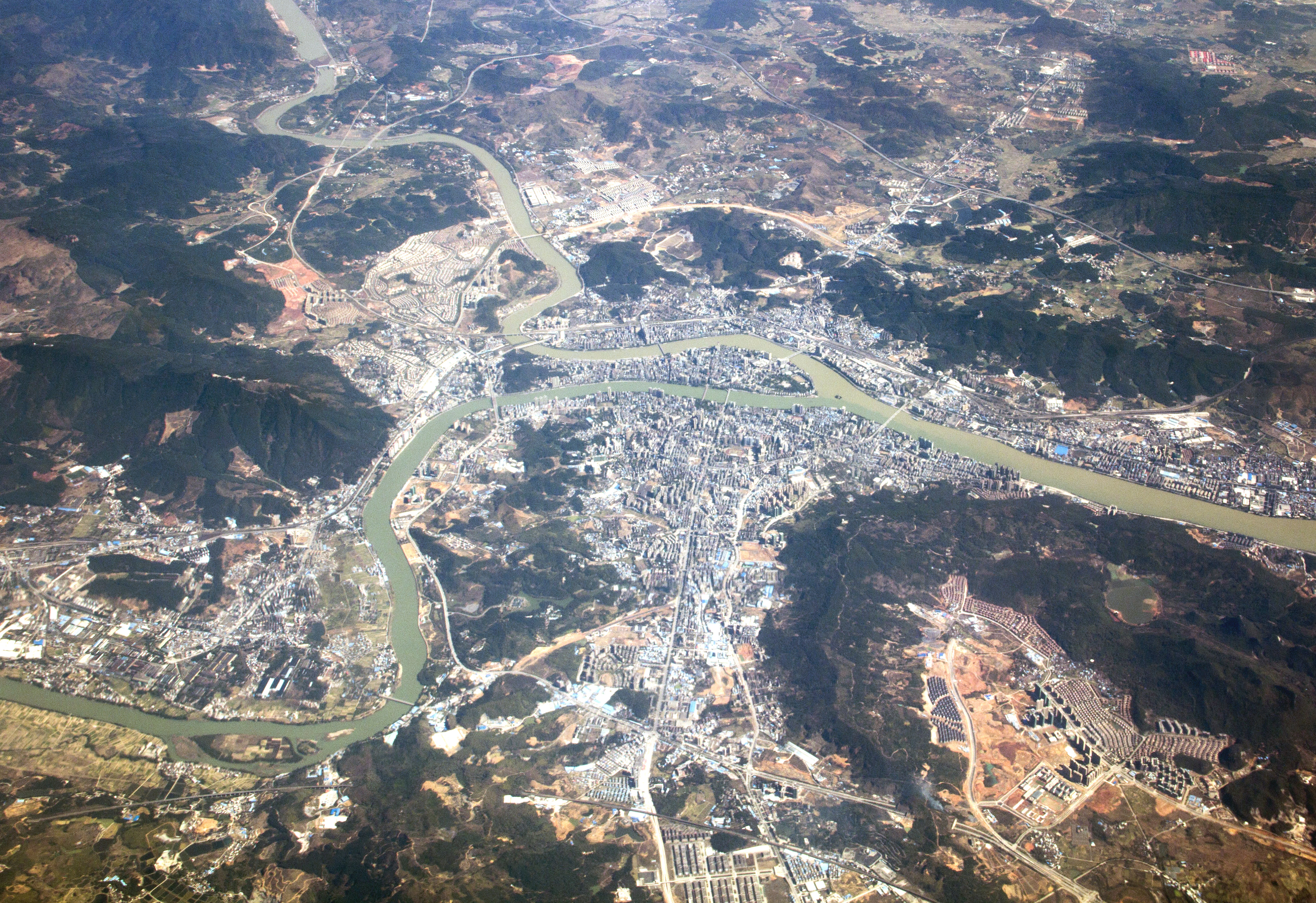
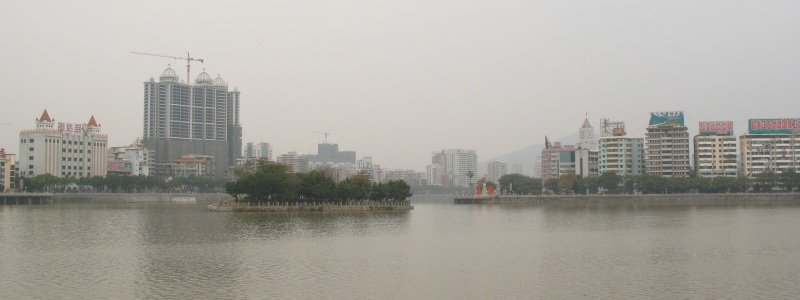
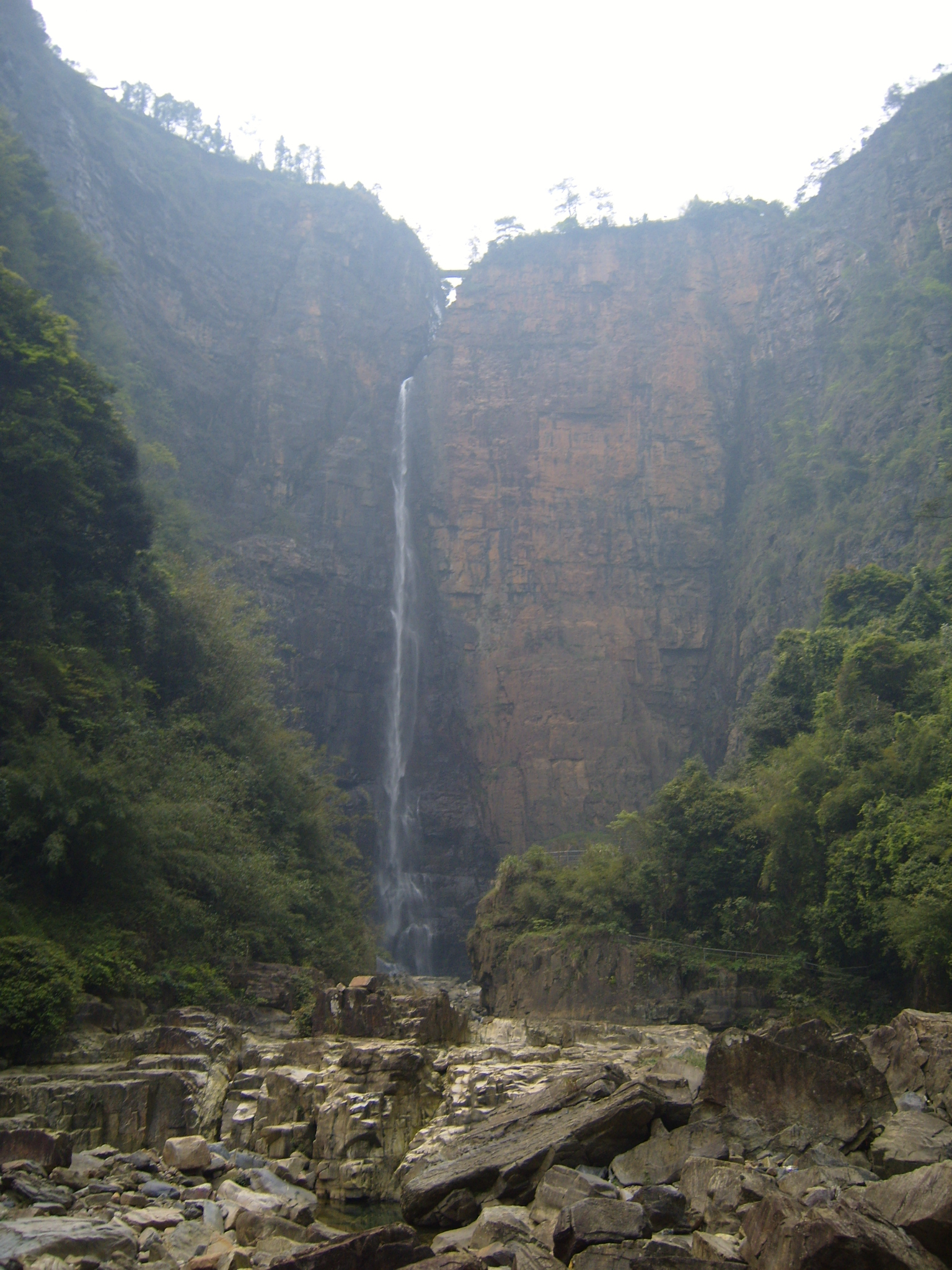

## أعلام
- تشانغ يين
- هيوننج